# Adam Politzer

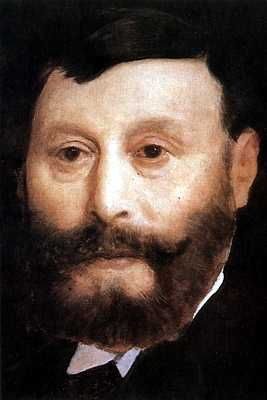
Adam Politzer

Adam Politzer, född 1 oktober 1835 i Albertirsa, död 10 september 1920 i Wien, var en österrikisk öronläkare.
Politzer blev medicine doktor 1859, blev 1861 docent, 1870 e.o. och var 1895-1908 ordinarie professor i öronsjukdomar vid Wiens universitet. Han var en sin tids främsta öronläkare. I anslutning till sin klinik skapade han en mycket rikhaltig samling av anatomiska och patologisk-anatomiska preparat av hörselorganet.